# Ängsholmarna, Esbo
Ängsholmarna (finska: Niittysaaret) är en ö i Finland. De ligger i Finska viken och i kommunen Esbo i landskapet Nyland, i den södra delen av landet. Öarna ligger nära Helsingfors.
Arean för ön är 10 hektar och dess största längd är 500 meter i nord-sydlig riktning.